# Penthimiella amboinensis
Penthimiella amboinensis är en insektsart som beskrevs av Evans 1972. Penthimiella amboinensis ingår i släktet Penthimiella och familjen dvärgstritar. Inga underarter finns listade i Catalogue of Life.